# Поліція

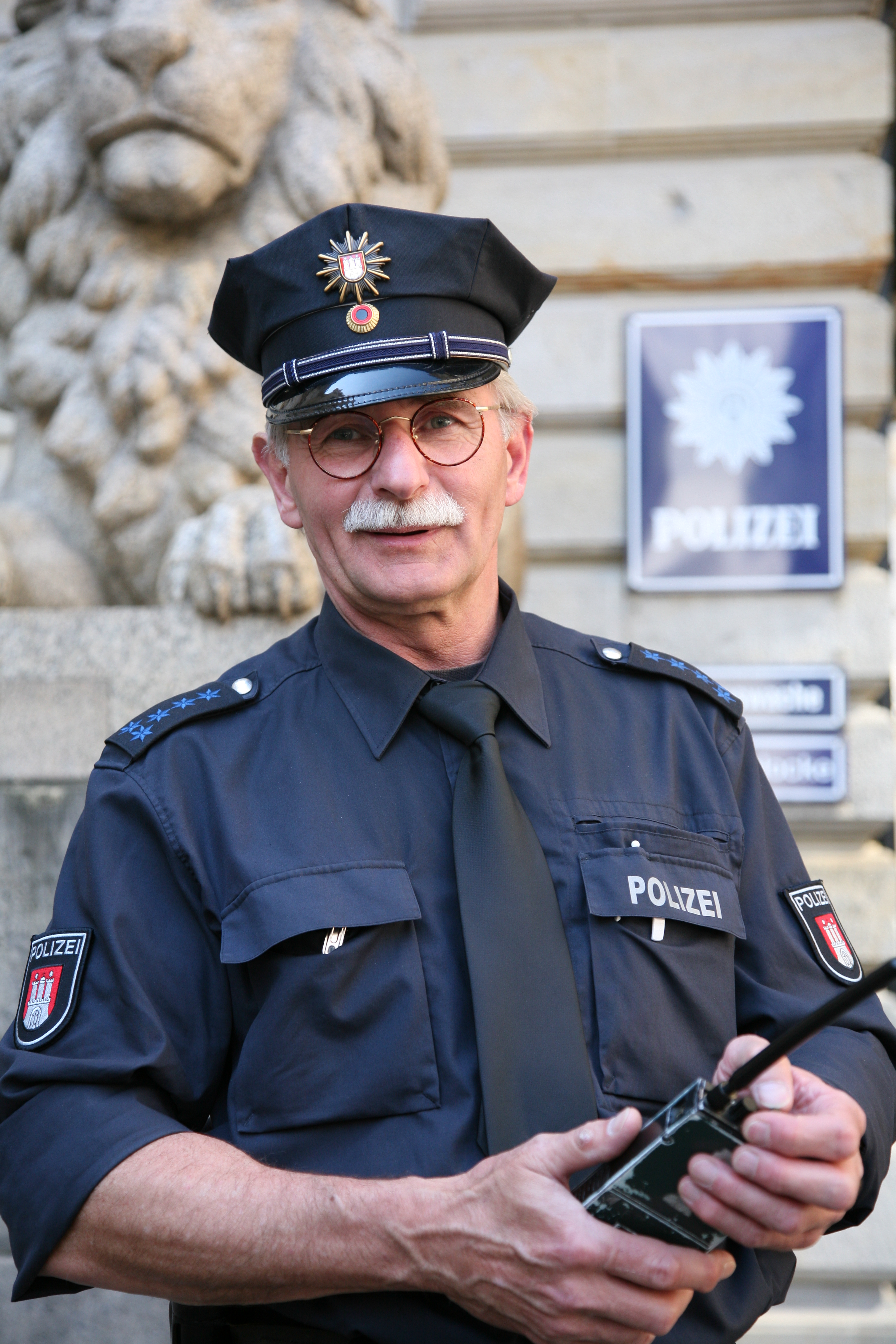
Співробітник поліції ФРН (Гамбург)

Полі́ція (англ. і фр. Police, від дав.-гр. πολιτεία — «держава») — орган державної влади, що займається охороною громадського порядку і боротьбою з правопорушеннями (в тому числі зі злочинністю). Разом зі службою безпеки, розвідувальними та контррозвідувальними органами, а також деякими іншими спеціалізованими органами, поліція становить правоохоронний механізм держави (див. Правоохоронні органи, правоохоронна діяльність).
Залежно від особливостей конкретної держави поліція може входити до складу міністерства внутрішніх справ (наприклад Чехія), чи до складу міністерства юстиції (наприклад Швеція), або ж до складу самостійного адміністративного органу (наприклад Національне поліційне агентство), котрий (самостійний орган) може бути або окремим органом виконавчої влади або ж входити до складу правоохоронного органу з ширшими повноваженнями (наприклад, Національне поліційне агентство Японії є складовою Комітету державної громадської безпеки Японії).

## Історія поліції
Термін «поліція» вперше вжив німецький юрист Мельхіор фон Оссе (1506—1557), який приблизно 1550 року служив канцлером у курфюрста Саксонського. Для нього, як і для Ніколя де Ламара (1639—1723), котрий опублікував «Трактат про поліцію» (том 1, 1705), це слово означало просто «громадський порядок».
Спочатку значення слова «поліція» мало на увазі всі сфери відповідальності держави, і лише в XIX столітті воно було зведено до державних функцій, пов'язаних з боротьбою з правопорушеннями.

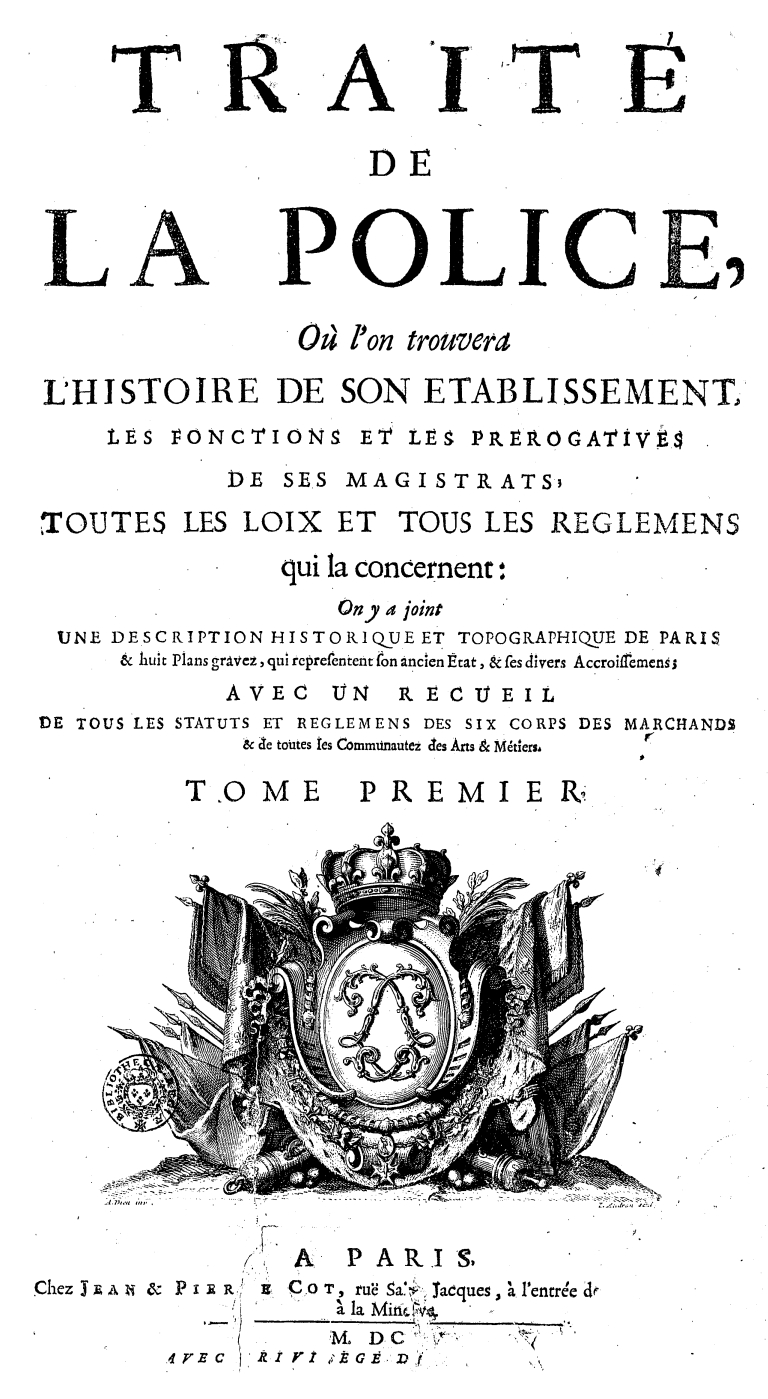
Титульний аркуш першого тому «Трактату про поліцію» Ніколя де ля Мара (Париж, 1705)

Поліційні (правохоронні) функції притаманні державі з найдавніших часів, однак на початковому етапі здійснення вони були невіддільними від адміністративних та військових функцій. До створення регулярної поліції поліційні функції виконували визначені монархом адміністративні органи (посадові особи, наділені адміністративними функціями) та військові підрозділи. Так, в Московській державі від часів Івана IV і до видання Соборного уложення (1649) поліційні функції на місцевому рівні виконували губні старости (пізніше — губні ізби), а на центральному — відповідні накази (Розбійний (1539), Розшуковий, Земський).
Першою поліцією сучасного типу вважається Міська поліція Лондона, заснована Робертом Пілем 1829 року. «Дев'ять принципів Піля часто цитуються. Зокрема, сьомий принцип говорить: «Завжди підтримувати відносини з населенням, втілюючи в життя історичні традиції, згідно з якими поліція — це суспільство, а суспільство — поліція; поліція складається з представників населення, які отримують платню за те, щоб повністю присвячувати свою увагу обов'язкам, покладеним на кожного громадянина, в інтересах добробуту та виживання суспільства». Цей приклад наслідували інші країни.

## Поліція в різних країнах світу

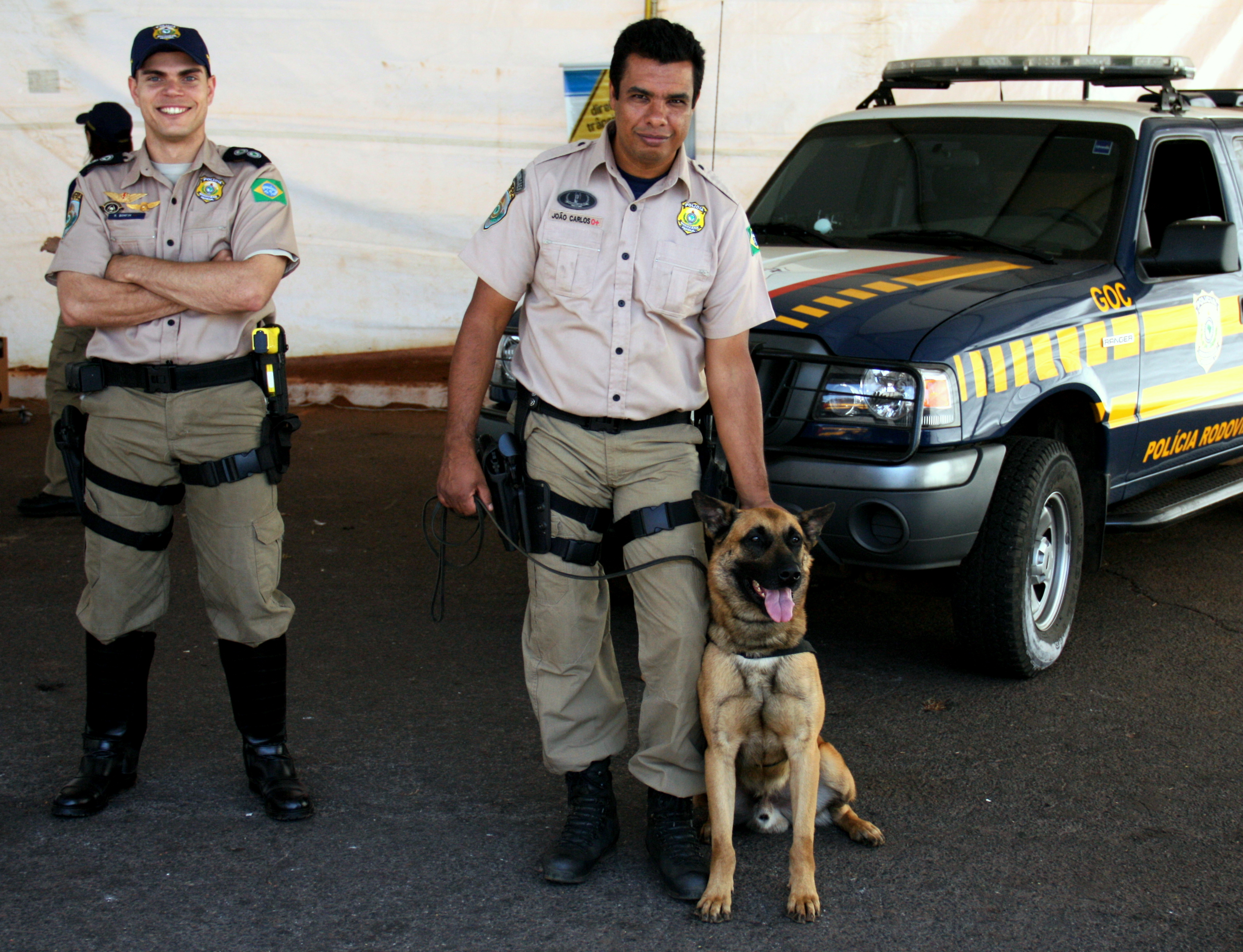
Бразильська поліція

Поліційні системи різних країн можуть бути централізованими (Австрія, Франція, Україна після реформи та ін.) або децентралізованими (США, Велика Британія, Німеччина та ін.). Поліційні служби також можуть бути об'єднані в одному відомстві (Фінляндія) або розкидані по різних відомствах (Італія — "країна п'яти поліцій", Франція — національна поліція, жандармерія)
У державах з поділом влади органи поліції належать до виконавчої гілки влади, однак органи та посадові особи, пов'язані з розслідуванням злочинів та ухваленням рішень щодо дрібних правопорушень, зберігають зв'язок із судовою гілкою влади (наприклад, судова поліція і поліційні трибунали у Франції).
У більшості країн органи поліції знаходяться у віданні міністерства внутрішніх справ або безпосередньо входять в його систему як складова частина, що підкреслює значення поліції як провідника і знаряддя правової політики держави. Зустрічається також підпорядкування поліції міністерству юстиції, безпеки, або наявність спеціалізованого, відокремленого міністерства або відомства.
У більшості країн поліція є цивільною структурою, але в ряді країн, наприклад у Франції, Туреччині та Чилі, поряд із власне поліцією існує жандармерія, яка спочатку була частиною збройних сил, а іноді є нею і нині (наприклад, карабінери в Італії). У багатьох країнах поліція володіє яскраво вираженими військовими характеристиками: поліціянти мають звання, аналогічні військовим, (наприклад, генерал поліції), іноді живуть у казармах тощо.
Чітке розмежування між поліцією та органами державної безпеки (спецслужбами) не завжди можливо. У деяких країнах спецслужби повністю відокремлені від поліції, в інших, наприклад в Малайзії та Ірландії, органи державної безпеки входять до складу поліції. У ряді країн діяльність органів безпеки регламентується законами, відмінними від тих, що регулюють роботу поліції.

### Поліція в Україні

Емблема Національної поліції України

2 вересня 2015 Кабінет Міністрів України відповідно до Закону України «Про Національну поліцію» від 02.07.2015 № 580-VIII ухвалив рішення щодо створення центрального органу виконавчої влади — Національна поліція, яка підпорядковується Міністерству внутрішніх справ України.
Національна поліція України — державний правоохоронний орган, діяльність якого спрямована на реалізацію державної політики у сфері: захисту прав, свобод і законних інтересів громадян України, іноземних громадян, осіб без громадянства (надалі — громадян, осіб); захисту об'єктів права власності; протидії злочинності; охорони громадського порядку та забезпечення громадської безпеки. Складова частина єдиної централізованої системи Міністерства внутрішніх справ України. Включена до органів внутрішніх справ.
Кіберполіція — структурний підрозділ Національної поліції України, що спеціалізується на попередженні, виявленні, припиненні та розкритті кримінальних правопорушень, механізмів підготовки, вчинення або приховування яких, передбачає використання електронно-обчислювальних машин (комп'ютерів), телекомунікаційних та комп'ютерних інтернет-мереж і систем.

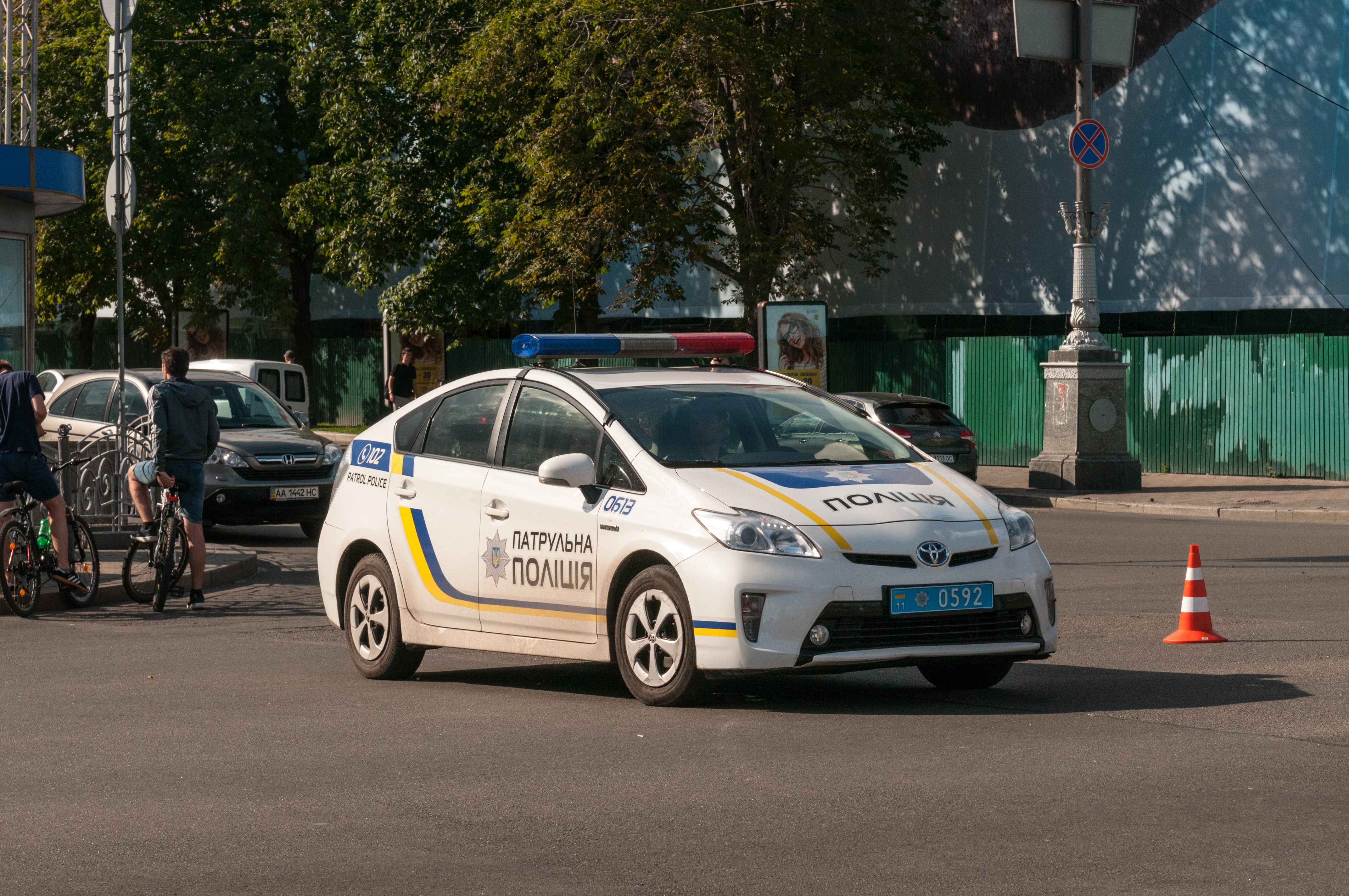
Автомобіль Національної поліції України у Києві

Поліція призначена для захисту життя, здоров'я, прав і свобод громадян України, іноземних громадян, осіб без громадянства; для протидії злочинності, охорони громадського порядку, власності та для забезпечення громадської безпеки. В межах своєї компетенції керівництво діяльністю поліції здійснюють Президент України безпосередньо або через Міністра внутрішніх справ, керівники територіальних органів Міністерства внутрішніх справ і керівники підрозділів поліції.
У складі Національної поліції функціонують:
- кримінальна поліція;
- патрульна поліція;
- кіберполіція;
- органи досудового розслідування;
- поліція охорони;
- спеціальна поліція;
- поліція особливого призначення.

У системі Національної поліції України можуть бути утворені науково-дослідні установи та установи забезпечення.

## Міжнародна поліція

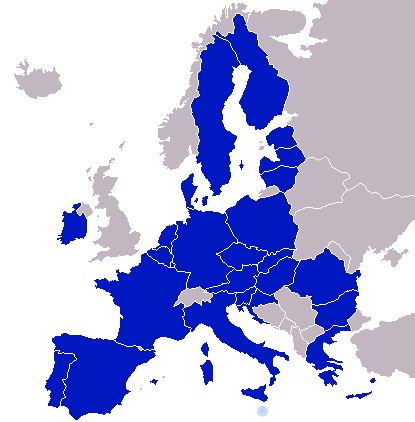
Країни—члени Європолу

Інтерпо́л (фр. Organisation Internationale de Police Criminelle, OIPC, англ. International Criminal Police Organization, ICPO) — організація, що займається пошуком певного об'єкта, людини, сприяє пошукам поліції. Заснована як англ. International Criminal Police Commission в 1923, а з 1956 використовується теперішня назва.
До складу входять 190 країн світу, які фінансують організацію на суму $59 мільйонів шляхом щорічних внесків; За розміром друга міжнародна міжурядова організація після ООН. Штаб-квартира знаходиться в Ліоні, Франція.
Самі працівники Інтерполу не можуть безпосередньо виконувати поліційних функцій (права заарештовувати чи носити та застосовувати свою чи табельну зброю) на будь-якій території країн — членів організації. Вони займаються лише координацією сил, щоб правоохоронці з інших країн набагато легше справлялись з такими речами, як особливості національного правосуддя, законодавства, мовний бар'єр.
Європо́л, Європе́йське поліці́йне управлі́ння (англ. European Police Office, Europol) — установа правопорядку Європейського Союзу; збирає інформацію щодо кримінальних злочинів. Створення Європолу передбачено в Договорі про ЄС. З січня 1994 року розпочав роботу як управління з боротьби з наркотиками. Поступово поширював свою діяльність на інші види кримінальної злочинності. 1 жовтня 1998 року, після ратифікації в усіх державах-членах набули чинності Конвенція про створення Європолу та пов'язані з нею правові акти. Як наслідок, 1 липня 1999 року Європол розпочав повномасштабну роботу в усіх сферах своїх повноважень, а саме: незаконна торгівля наркотиками; незаконні мережі імміграції; тероризм, незаконна торгівля автотранспортом, торгівля людьми і дитяча порнографія, виготовлення фальшивих грошей та інших платіжних засобів, відмивання грошей.

## Основні завдання поліції
Основними завданнями поліції є:
- забезпечення особистої безпеки громадян, захист їх прав і свобод, законних інтересів;
- захист власності від злочинних посягань;
- запобігання правопорушенням та їх припинення, вжиття заходів до усунення причин і умов, що сприяють вчиненню правопорушень;
- охорона громадського порядку і забезпечення громадської безпеки;
- запобігання та припинення насильства в сім'ї, дитячої безпритульності та правопорушень серед дітей;
- виявлення і розкриття злочинів;
- проведення досудового слідства та дізнання в межах визначеної підслідності;
- експертне-криміналістичне забезпечення розкриття та розслідування злочинів та інших правопорушень;
- розшук громадян та майна у випадках, передбачених законодавством України та міжнародними договорами;
- забезпечення безпеки дорожнього руху;забезпечення безпеки осіб, що беруть участь у кримінальному судочинстві;
- виконання кримінальних покарань і адміністративних стягнень, провадження у справах про адміністративні правопорушення, розгляд яких законом покладено на органи внутрішніх справ;
- конвоювання й утримання затриманих, взятих під варту, підсудних (засуджених) осіб на вимогу судових органів;
- охорона майна та об'єктів, у тому числі на договірних засадах;

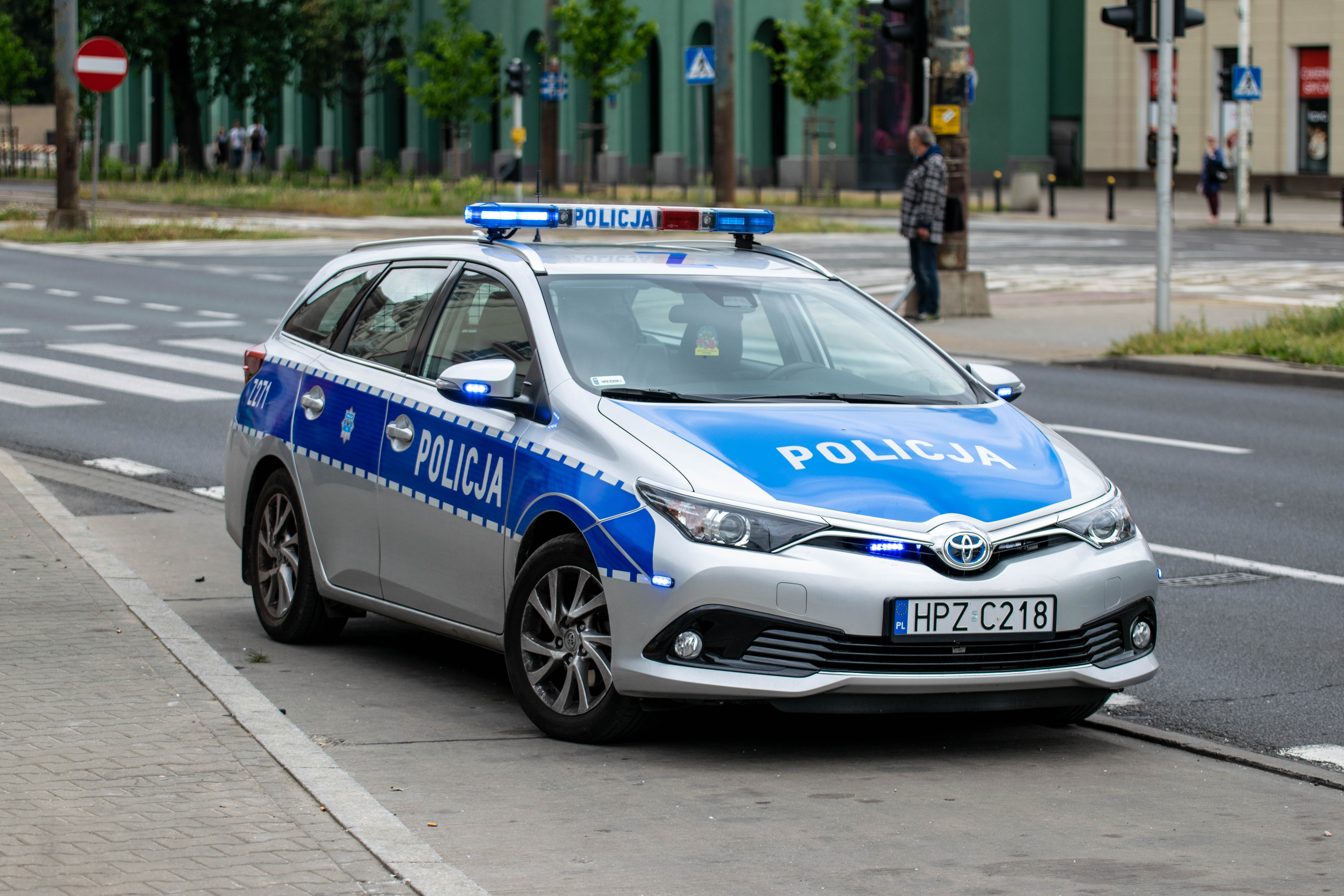
Поліція (Польща)

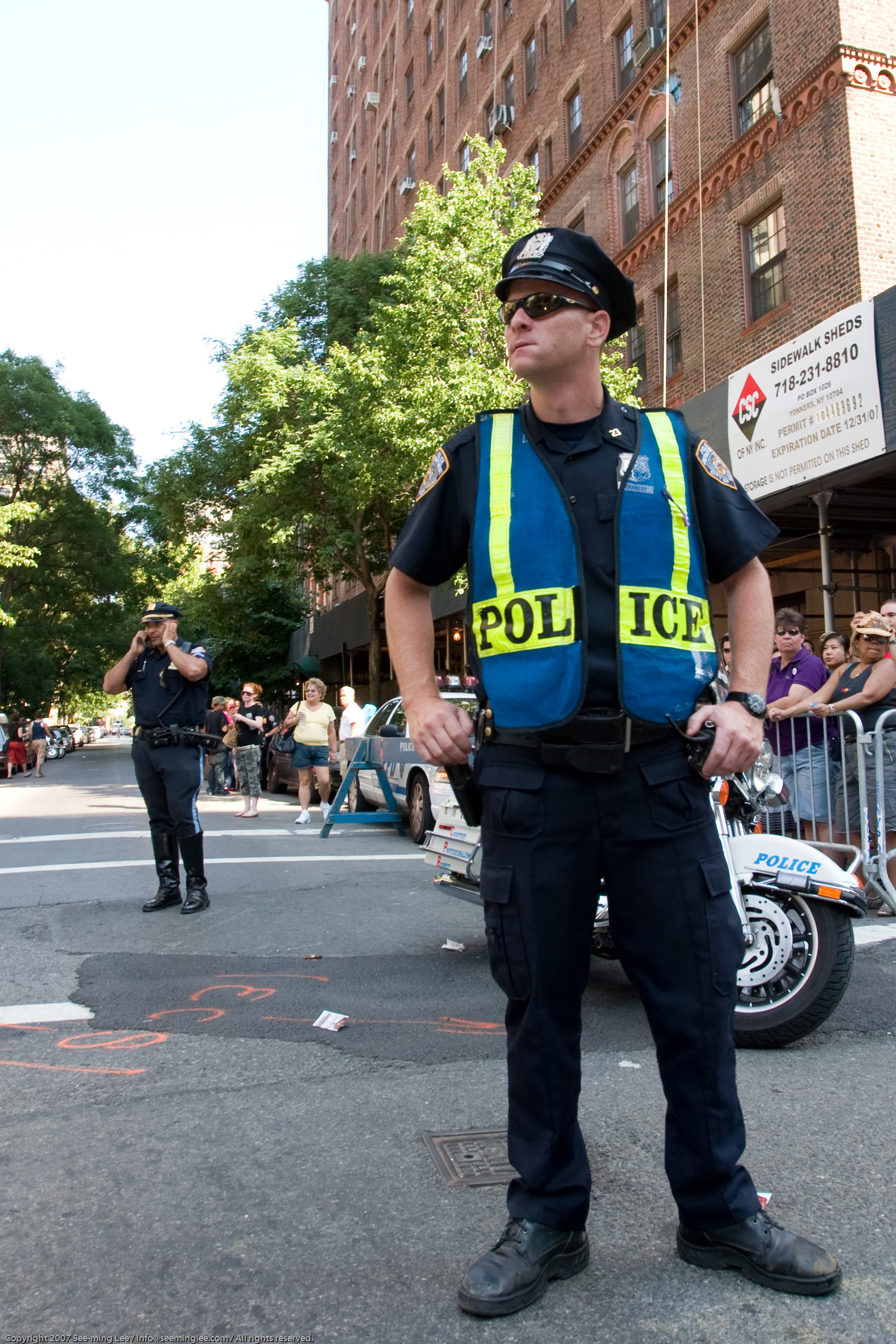
Поліціянт у США

- Поліція (Польща)Поліціянт у СШАучасть у поданні соціальної та правової допомоги громадянам, сприяння у межах своєї компетенції державним органам, підприємствам, установам і організаціям у виконанні покладених на них законом обов'язків.

## Назви у різних країнах
- Албанія — policia
- Болгарія, Казахстан, Росія — полиция
- Боснія і Герцеговина, Латвія, Хорватія — policija
- Австралія, Англія, США, Барбадос, Ботсвана — police
- Австрія, Німеччина — polizei
- Італія — polizia
- Ірландія — garda (або garda síochána)
- Аргентина, Болівія, Іспанія — policía
- Ангола, Бразилія, Португалія — polícia
- Північна Македонія — полиција
- Нідерланди — politie
- Норвегія — politiet
- Польща — policja
- Угорщина — rendőrség
- Фінляндія — poliisi
- Франція — police
- Квебек — Sûreté, police
- Швеція — polis
- Естонія — politsei
- Азербайджан, Бруней — polis
- Алжир, Бахрейн ‎‏ — الشرطة (тр. alshurta — альшурто)
- Вірменія — ոստիկանությունը (тр. vostikanut'yuny — востіканчона)
- Бангладеш — পুলিশ (тр. puliśa — поліщь)
- В'єтнам — Cảnh sát
- Іран ‎‏    — پلیس(тр. p̂ʰoˈlis - пхоліс)
- Ізраїль ‎‏ — משטרה (тр. mishtar — міштара)
- Китай — 警方 (тр. jǐngfāng — цзінфан)
- Корея — 경찰 (тр. gyeongchal — кьончаль)
- Монголія — цагдаа
- Таїланд — ตำรวจ (тр. tamruat — тамруат)
- Японія — 警察 (тр. keisatsu - кеїсацу)